# Portiera
Genre
Portiera est un genre de bactéries symbiote des aleurodes, qui, comme d'autres insectes hémiptères se nourrissent de sève phloémienne.
Ce milieu nutritif est riche en sucre mais très pauvre en acides aminés essentiels pour les insectes. L'établissement d'une association symbiotique avec la bactérie leur permet de subvenir à leurs besoins nutritionnels.
Portiera est donc une bactérie nutritive obligatoire à transmission verticale maternelle (transmise de la mère à la descendance). La bactérie étant obligatoire pour l'hôte, on parle de symbiote primaire.
Ces bactéries sont stockées dans des cellules spécialisées appelées bactériocytes, elles-mêmes regroupées en un organe appelé bactériome.

## Liste des espèces
- Portiera aleyrodidarum